# Anarhynchus
Genre
Anarhynchus est un genre d'oiseaux de la famille des Charadriidae. Ce sont des limicoles de petite taille, souvent appelés gravelots (littéralement qui « vivent sur les grèves »).

## Liste des espèces
Pendant longtemps le genre Anarhynchus était monotypique et il était constitué seulement du Pluvier anarhynque (aussi appelé Pluvier à bec dévié).
Depuis 2024 et la mise à jour 14.1 de l'Union internationale des ornithologues, la systématique de la famille des Charadriidae a été revue et 25 espèces, précédemment attribuées au genre Charadrius, ont été reclassées et ce principalement vers le genre Anarhynchus.
D'après la classification de référence (version 14.1, 2024)de l'Union internationale des ornithologues, il y a 24 espèces du genre Anarhynchus (ordre philogénique) :
- Anarhynchus asiaticus (Pallas, 1773) – Pluvier asiatique ;
- Anarhynchus veredus (Gould, 1848) – Pluvier oriental ;
- Anarhynchus atrifrons (Wagler, 1829) – Pluvier du Tibet  ;
- Anarhynchus mongolus (Pallas, 1776) – Pluvier de Mongolie ;
- Anarhynchus leschenaultii (Lesson, RP, 1826) – Pluvier de Leschenault ;
- Anarhynchus bicinctus (Jardine & Selby, 1827) – Pluvier à double collier ;
- Anarhynchus frontalis Quoy & Gaimard, 1832 – Pluvier anarhynque ;
- Anarhynchus obscurus (Gmelin, JF, 1789) – Pluvier roux ;
- Anarhynchus wilsonia (Ord, 1814) – Pluvier de Wilson ;
- Anarhynchus collaris (Vieillot, 1818) – Pluvier de d'Azara ;
- Anarhynchus montanus (Townsend, JK, 1837) – Pluvier montagnard ;
- Anarhynchus alticola (Berlepsch & Stolzmann, 1902) – Pluvier de la puna ;
- Anarhynchus falklandicus (Latham, 1790) – Pluvier des Falkland ;
- Anarhynchus thoracicus (Richmond, 1896) – Pluvier à bandeau noir ;
- Anarhynchus pecuarius (Temminck, 1823) – Pluvier pâtre ;
- Anarhynchus sanctaehelenae (Harting, 1873) – Pluvier de Sainte-Hélène ;
- Anarhynchus ruficapillus (Temminck, 1821) – Pluvier à tête rousse ;
- Anarhynchus nivosus (Cassin, 1858) – Pluvier neigeux ;
- Anarhynchus pallidus (Strickland, 1853) – Pluvier élégant ;
- Anarhynchus peronii (Schlegel, 1865) – Pluvier de Péron ;
- Anarhynchus marginatus (Vieillot, 1818) – Pluvier à front blanc ;
- Anarhynchus javanicus (Chasen, 1938) – Pluvier de Java ;
- Anarhynchus alexandrinus (Linnaeus, 1758) – Pluvier à collier interrompu ;
- Anarhynchus dealbatus (Swinhoe, 1870) - Pluvier de Swinhoe.

## Classification
Le nom valide complet (avec auteur) de ce taxon est Anarhynchus Quoy & Gaimard, 1832.